# Ilmari
Ilmari [ˈil.mɑ.ri] ist ein männlicher Vorname.

## Herkunft und Bedeutung
Beim Namen Ilma handelt es sich um eine finnische Koseform von Ilmarinen bzw. die männliche Variante von Ilma. Der Name Ilma, auf den auch Ilmarien zurückgeht, leitet sich vom finnischen ilma „Luft“, „Wetter“ ab.

## Verbreitung
Der Name Ilmari ist in erster Linie in Finnland verbreitet. Vor allem in den 1940er und 1950er Jahren war er sehr beliebt, wird jedoch bis heute sehr gerne vergeben. Seit 2020 wurden beinahe 2000 Jungen Ilmari genannt (Stand 2022).
Auch in Schweden kommt der Name vor. Insgesamt tragen dort 1894 Männer den Namen Ilmari, jedoch handelt es sich bei lediglich 31 Männern um den Rufnamen. Ihr durchschnittliches Alter beträgt 63,9 Jahre (Stand: 2022).

## Varianten
- Dänisch
  - Feminin: Ilma, Ilmi
- Estnisch: Ilmar
  - Feminin: Ilme
- Finnisch: Ilmar, Ilmo
  - Diminutiv:  Ilkko, Illo, Ilmārs, Ilppo, Imma
  - Vollform: Ilmarinen
  - Feminin: Ilma, Ilmi, Ilmatar, Ilme, Immi
- Lettisch: Ilmārs
- Norwegisch: Ilmar
  - Feminin: Ilma, Ilmi
- Samisch: Ilbmar
- Schwedisch: Ilmar, Ilmo
  - Feminin: Ilma, Ilme, Ilmi, Immi

## Namensträger
- Johannes Ilmari Auerbach (1899–1950), deutsch-britischer Bildhauer, Maler, Kunstgewerbler und Schriftsteller
- Ilmari Hannikainen (1892–1955), finnischer Komponist
- Ilmari Juutilainen (1914–1999), finnischer Jagdflieger
- Ilmari Kianto (1874–1970), finnischer Schriftsteller
- Ilmari Krohn (1867–1960), finnischer Musikwissenschaftler und Komponist
- Ilmari Manninen (1894–1933), finnischer Ethnograf
- Ilmari Salminen (1902–1986), finnischer Langstreckenläufer
- Ilmari Tapiovaara (1914–1999), finnischer Innenarchitekt und Designer
- Ilmari Weneskoski (1882–1976), finnischer Geiger, Dirigent und Musikpädagoge